# Liste der Monuments historiques in Tonnoy
Die Liste der Monuments historiques in Tonnoy führt die Monuments historiques in der französischen Gemeinde Tonnoy auf.

## Liste der Objekte
| Bezeichnung               | Beschreibung | Standort                        | Kennzeichnung | Schutzstatus | Datum | Bild |
| ------------------------- | --- | ------------------------------- | ------------- | ------------ | ----- | ---- |
| Sechs Leuchter            | Kupfer, versilbert, zweite Hälfte des 18. Jahrhunderts; 1980 gestohlen                                                                      | in der Kirche St-Laurent (Lage) | PM54000859    | Classé       | 1980  |      |
| Taufbecken                | mit Deckel; Stein, Holz, 16. Jahrhundert | in der Kirche St-Laurent (Lage) | PM54001915    | Inscrit      | 1989  |      |
| Skulptur Madonna mit Kind | Stein, farbig gefasst, Ende des 14. Jahrhunderts                                                                                            | in der Kirche St-Laurent (Lage) | PM54002082    | Inscrit      | 2015  |      |
| Rechter Seitenaltar       | Altartisch, Retabel und Relief; Holz, farbig gefasst und vergoldet, erste Hälfte des 18. Jahrhunderts; das Relief Jean Bailly zugeschrieben | in der Kirche St-Laurent (Lage) | PM54000860    | Classé       | 1984  |      |
| Antependium               | Holz, farbig gefasst, 18. Jahrhundert | in der Kirche St-Laurent (Lage) | PM54001914    | Inscrit      | 1989  |      |